# رالف نيلسون
رالف نيلسون (بالإنجليزية: Ralph Nelson)‏ (و. 1916 – 1987 م) هو كاتب سيناريو، وممثل، ومخرج سينمائي، ومنتج أفلام، وممثل تلفزيوني، من الولايات المتحدة الأمريكية، ولد في مدينة نيويورك، توفي في سانتا مونيكا، كاليفورنيا، عن عمر يناهز 71 عاماً.

## جوائز وترشيحات
حصل على جوائز منها:
- جائزة إيمي.

ترشح لـ:
- جائزة الأوسكار لأفضل فيلم، عن عمل: زنابق الحقل.

## وصلات خارجية
- رالف نيلسون على موقع IMDb (الإنجليزية)
- رالف نيلسون على موقع الموسوعة البريطانية (الإنجليزية)
- رالف نيلسون على موقع ألو سيني (الفرنسية)
- رالف نيلسون على موقع تيرنر كلاسيك موفيز (الإنجليزية)
- رالف نيلسون على موقع أول موفي (الإنجليزية)
- رالف نيلسون على موقع قاعدة بيانات برودواي على الإنترنت (الإنجليزية)
- رالف نيلسون على موقع قاعدة بيانات برودواي على الإنترنت (الإنجليزية)
- رالف نيلسون على موقع قاعدة بيانات برودواي على الإنترنت (الإنجليزية)
- رالف نيلسون على موقع قاعدة بيانات الأفلام السويدية (السويدية)
- رالف نيلسون على موقع إن إن دي بي (الإنجليزية)